# Nokdaun

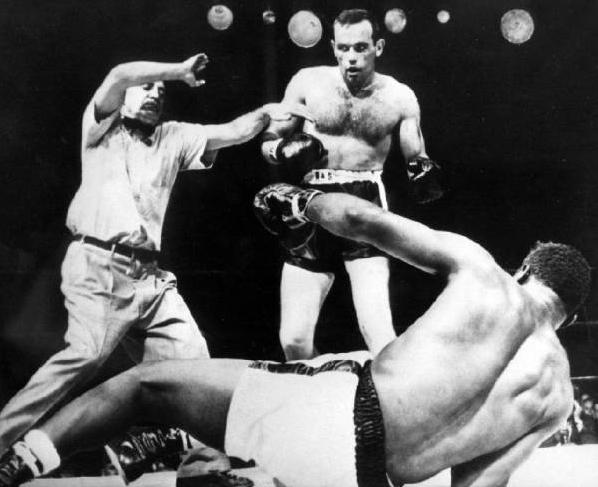
Boks: siódmy nokdaun Floyda Patterssona w walce z Ingemarem Johanssonem (1959)

Nokdaun (ang. knockdown; skrót KD) – termin używany w niektórych sportach walki, takich jak boks, kick-boxing czy boks tajski, oznaczający powalenie przeciwnika, będące rezultatem celnego ciosu. 
Konsekwencje nokdaunu mogą być różne w zależności od dyscypliny lub regulaminu, według którego toczy się walka. W boksie czy kick-boxingu zazwyczaj skutkuje on przerwaniem walki i rozpoczęciem liczenia przez sędziego (co może zakończyć się nokautem), a także łączy się z obligatoryjną utratą punktu przez powalonego zawodnika. W większości odmian tzw. karate pełnokontaktowego (np. kyokushin) dłuższy niż trzy sekundy nokdaun oznacza zakończenie walki i ogłoszenie porażki przez ippon. Natomiast w mieszanych sztukach walki nie wywołuje on bezpośrednich negatywnych konsekwencji i jeśli sędzia uzna, że trafiony zawodnik jest nadal w stanie się bronić, walka nie zostaje przerwana.